# Monte Blanco (Guanajuato)
Monte Blanco es una localidad del estado mexicano de Guanajuato. Es parte del municipio de Huanímaro.

## Demografía
| Gráfica de evolución demográfica |
|                                  |

| Censo | Población |
| ----- | --------- |
| 1900  | 170       |
| 1910  | 173       |
| 1921  | 144       |
| 1930  | 162       |
| 1940  | 239       |
| 1950  | 293       |
| 1960  | 343       |
| 1970  | 602       |
| 1980  | 805       |
| 1990  | 940       |
| 1995  | 947       |
| 2000  | 971       |
| 2005  | 1 005     |
| 2010  | 1 069     |
| 2020  | 1 217     |